# Микалаюнас, Саулюс Йонович
Саулюс Йонович Микалаюнас (лит. Saulius Mikalajūnas; 6 сентября 1972, Клайпеда, Литовская ССР) — литовский футболист, полузащитник.

## Карьера

### Клубная
Воспитанник школы ФК «Атлантас», начал там свою карьеру. С 1990 по 1997 годы выступал за клубы «Сириюс» из Клайпеды, «Мажейкяй» и «Кареду» из Шяуляя, в составе последнего клуба дважды выигрывал чемпионат страны. В 1998 году перешёл в липецкий «Металлург», но из-за финансовых проблем клуба в том же году стал игроком казанского «Рубина». Через год подписал контракт с «Ураланом» (выступая в нём, стал лучшим футболистом года в Литве), а затем перешёл в «Торпедо-ЗИЛ».
В 2003 году вернулся в Литву, числился в составе «Атлантаса» и «Родовитаса».

### В сборной
В сборной играл с 1994 по 2003 годы, провёл 42 игры и забил 1 гол. Несмотря на его усилия, сборная Литвы смогла выиграть только Кубок Балтики 1994 года.

## Достижения
- Чемпион Литвы: 1997, 1998
- Победитель Кубка Балтики: 1994
- Футболист года в Литве: 1999